# Korzenna (gmina)
Korzenna – gmina wiejska w Polsce położona w województwie małopolskim, w powiecie nowosądeckim. W latach 1975–1998 gmina administracyjnie należała do województwa nowosądeckiego. Siedzibą gminy jest Korzenna.
Sąsiaduje z gminami Bobowa, Chełmiec, Ciężkowice, Gródek nad Dunajcem, Grybów i Zakliczyn.

## Geografia
Położona jest na terenie Pogórza Rożnowsko-Ciężkowickiego.
Gmina posiada obszar 106,78 km², w tym: użytki rolne 71%, użytki leśne 21%. Stanowi to 6,89% powierzchni powiatu.

## Sołectwa
Bukowiec, Janczowa, Jasienna, Koniuszowa, Korzenna, Lipnica Wielka, Łyczana, Łęka, Miłkowa, Mogilno, Niecew, Posadowa Mogilska, Siedlce, Słowikowa, Trzycierz, Wojnarowa.

## Demografia

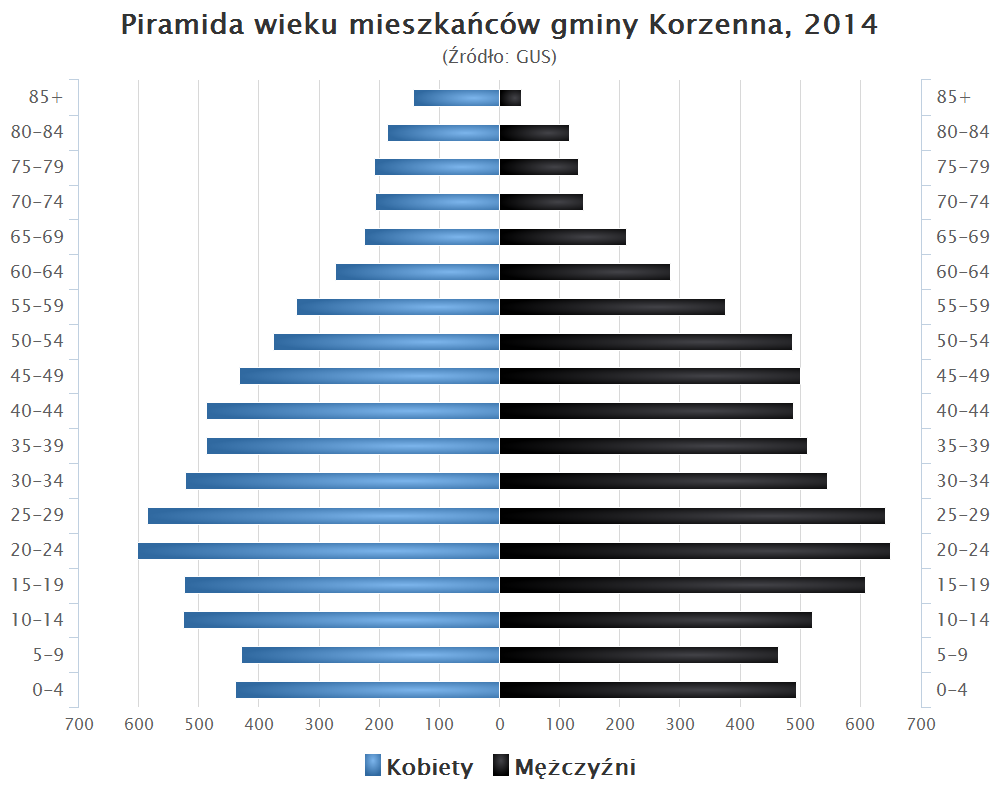
Piramida wieku mieszkańców gminy Korzenna w 2014 roku

## Zabytki
- Cerkiew łemkowska z 1805 roku, przeniesiona do Bukowca z Kamiannej, a następnie odbudowana jako kościół,
- Kościół parafialny pw. Nawiedzenia NM Panny w Lipnicy Wielkiej, ufundowany przez Kazimierza Wielkiego w 1359 roku, wewnątrz na sklepieniu prezbiterium późnorenesansowa polichromia z I poł. XVII wieku, ołtarze rokokowe, obrazy z XVII i XVIII wieku,
- Kościół drewniany w Mogilnie z przełomu XVII i XVIII wieku, ołtarz główny późnobarokowy,
- Kaplica murowana pw. św. Anny w Mogilnie (według tradycji zbudowana w 1558 roku), wewnątrz ołtarz rokokowy z II poł. XVIII wieku z obrazem Ukrzyżowania z 1703 roku, posąg Chrystusa u słupa, drewniany, polichromowany, barokowo-ludowy z XVIII wieku,
- XIX-wieczny dworek w Korzennej.

## Gospodarka
Jest to gmina typowo rolnicza, miejscowi rolnicy zajmują się głównie produkcją roślinną, zwierzęcą oraz sadownictwem. Rozwijają się zakłady produkujące meble, materiały budowlane oraz piekarnie i ubojnie. Na terenie gminy działają pojedyncze gospodarstwa agroturystyczne.

## Turystyka
Osobliwością tutejszą jest rezerwat przyrody nieożywionej Diable Skały w Bukowcu, a w nim jaskinia Diabla Dziura w Bukowcu, z którą związanych jest wiele legend ludowych. Utworzony został on w 1953 roku, jego powierzchnia wynosi 16,7 ha. Znajdujące się na terenie rezerwatu liczne głazy skalne o różnych kształtach, są ściankami ćwiczeniowymi dla miłośników wspinaczki.
Na stoku Jodłowej Góry (651 m n.p.m.) znajduje się utworzony w 1963 roku rezerwat leśny Cisy w Mogilnie.